# Десетобой
Десетобо̀й е олимпийска лекоатлетическа дисциплина за мъже.

## Същност
Десетобоят е съвкупно състезание по 10 отделни лекоатлетически дисциплини, провеждани последователно в течение на два дни (по пет вида на ден). Съвкупният резултат за всеки състезател се определя чрез комбиниране на резултатите му от състезанията в отделните лекоатлетически дисциплини. За всяка дисциплина има съответна система за начисляване на точки, като се взема предвид именно резултатът, а не заетото място в класирането. Точките от отделните дисциплини се сумират, за да се получи крайният резултат.
Десетобоят се провежда на стадиони и е олимпийска лекоатлетическа дисциплина от 1912 г.

## Правила
През първия ден се провеждат състезанията по бягане на 100 м, скок на дължина (дълъг скок), тласкане на гюле, висок скок и бягане на 400 м. През втория ден спортистите се състезават в бягане 110 м с препятствия, мятане на диск, овчарски скок, хвърляне на копие и бягане на 1500 м.
Интервалът между видовете състезания трябва да бъде не по-малко от 30 минути. При дългия скок, мятането на диск, хвърлянето на копие и тласкането на гюле състезателите имат право на три опита. В останалото правилата по принцип не се различават от основните правила на леката атлетика.

## История
Съвременният лекоатлетически многобой има началото си още от античните олимпиади, при които спортистите са се състезавали в комбинация от няколко дисциплини.
Правилата на съвременния десетобой са разработени през 1911 г. и през 1912 г. десетобоят, като отделна дисциплина, е включен в програмата на Олимпийските игри. Точковите таблици са преразглеждани през 1935, 1952 и 1962 г. Съвременната система за изчисляването им е приета през 1984 г. на конгреса на IAAF (International Association of Athletics Federations) в Лос Анджелис.

## Рекорди
Световният рекорд към 2018 г. е 9126 точки и принадлежи на френския десетобоец Кевин Майер.